# 笑顔を探して
「笑顔を探して」（えがおをさがして）は、辛島美登里のシングル。1990年9月26日にファンハウスから発売された。

## 解説
- リミックス違いがベスト・アルバム『Zinc White』に収録、リアレンジバージョンが『Smile and Tears〜微笑みの島〜』に収録されている。
- 読売テレビ系全国ネットアニメーション「YAWARA!」の2代目エンディングテーマとして第44話から第81話まで使用されている（同じ時期のオープニングテーマは今井美樹の『雨にキッスの花束を』）。
- カップリングの「夢をつないで」は1990年のNHK FM「サウンド夢工房」のテーマ曲として使用されている。

## トラック
1. 笑顔を探して（5分02秒）
作詞・作曲: 辛島美登里、編曲:若草恵
2. 夢をつないで（5分34秒）
作詞・作曲: 辛島美登里、編曲:若草恵

## 収録アルバム
笑顔を探して
- 『GREEN』 - 1991年2月27日リリース。
- 『Zinc White』 - 1991年10月25日リリース。
- 『Hello Goodbye』 - 1995年3月25日リリース。
- 『SINGLES』 - 1997年6月21日リリース。
- 『EVER GREEN』 - 1999年1月20日リリース。
- 『Smile and Tears 〜微笑みの島〜』 - 2004年5月26日リリース。
- 『GOLDEN☆BEST 辛島美登里』 - 2004年12月22日リリース。
- 『オールタイム・ベスト』 - 2010年8月4日リリース。
- 『スーパー・ベスト』 - 2010年9月2日リリース。

夢をつないで
- 『Hello Goodbye』

## カバー作品
笑顔を探して
- 柴咲コウ - 2015年6月17日、カバーアルバム『こううたう』リリース。